# Bandera gitana
La bandera gitana es va establir en el Primer Congrés Gitano celebrat a Londres l'any 1971, durant el qual es va perfilar també el que seria l'himne gitano, anomenat Gelem Gelem.
És una adaptació de la bandera de l'Índia. Es divideix en dues franges horitzontals, blava i verda, amb una roda roja en el centre. La part superior, blava, simbolitza el cel, que és el sostre de la llar del poble romaní. La inferior, de color verd, simbolitza el sòl, el món pel qual transiten. La roda, també present en la bandera de l'Índia, expressa els desitjos de llibertat de circulació més enllà de les fronteres establertes, degut a la seva condició de poble nòmada.
La bandera gitana és un senyal d'identitat de la comunitat romaní disgregada per tot el planeta. Com a tal va ser emprada durant el funeral del cantaor flamenc andalús Camarón de la Isla (1950-1992), el fèretre del qual va ser cobert amb aquesta ensenya.